# Печеніжинська селищна рада
Печені́жинська се́лищна ра́да — адміністративно-територіальна одиниця та орган місцевого самоврядування в Коломийському районі Івано-Франківської області. Адміністративний центр — селище міського типу Печеніжин.

## Загальні відомості
Печеніжинська селищна рада утворена в 1940 році.
- Територія ради: 40,246 км²
- Населення ради: 5352 особи (станом на 2015 рік)[1]
- Територією ради протікають річки Печеніга, Лючка

## Населені пункти
Селищній раді підпорядковані населені пункти:
- смт Печеніжин

## Склад ради
Рада складається з 30 депутатів та голови.
- Голова ради: Довірак Ігор Васильович
- Секретар ради: Дудінчук Олександра Василівна

### Керівний склад попередніх скликань
| Прізвище, ім'я, по батькові | Основні відомості                                                              | Дата обрання | Дата звільнення |
| --------------------------- | ------------------------------------------------------------------------------ | ------------ | --------------- |
| Котів Василь Федорович      | Селищний голова, 1955 року народження, член Конгресу Українських Націоналістів | 26.03.2006   | 31.10.2010      |
| Довірак Ігор Васильович     | Селищний голова, 1970 року народження, освіта вища, безпартійний               | 31.10.2010   |                 |

Примітка: таблиця складена за даними сайту Верховної Ради України

### Депутати
За результатами місцевих виборів 2010 року депутатами ради стали:

#### За суб'єктами висування
| Суб'єкт висування | Кількість обраних депутатів | %   |
| ----------------- | --------------------------- | --- |
| Самовисування     | 30                          | 100 |

#### За округами
| № округу | Прізвище, ім'я, по батькові      | Дата визнання обраним | Освіта             | Партійна приналежність | Відомості про обраного депутата                        |
| -------- | -------------------------------- | --------------------- | ------------------ | ---------------------- | ------------------------------------------------------ |
| 1        | Козьменко Іван Миколайович       | 01.11.2010            | середня            | позапартійний          | тимчасово не працює                                    |
| 2        | Майданський Ігор Іванович        | 01.11.2010            | середня            | позапартійний          | тимчасово не працює                                    |
| 3        | Грабовецький Ярослав Миколайович | 01.11.2010            | вища               | позапартійний          | Коломийський РП УМВС, ст. дільничний інспектор         |
| 4        | Ровенчук Уляна Мирославівна      | 01.11.2010            | вища               | позапартійна           | ВНЗ, студент                                           |
| 5        | Повх Оксана Іванівна             | 01.11.2010            | середня            | позапартійна           | дитячий садок, вихователь                              |
| 6        | Венц Іван Васильович             | 01.11.2010            | середня            | позапартійний          | тимчасово не працює                                    |
| 7        | Микитин Наталія Михайлівна       | 01.11.2010            | вища               | позапартійна           | СК «Скарбниця», директор                               |
| 8        | Сметанюк Андрій Миколайович      | 01.11.2010            | середня            | позапартійний          | магазин «Соломон», вантажник                           |
| 9        | Михайлюк Наталія Василівна       | 01.11.2010            | середня            | позапартійна           | приватний підприємець                                  |
| 10       | Котів Богдан Іванович            | 01.11.2010            | вища               | позапартійний          | СК «Скарбниця», кредитний інспектор                    |
| 11       | Жолоб Олеся Дмитрівна            | 01.11.2010            | середня            | позапартійна           | приватний підприємець                                  |
| 12       | Якубенко Світлана Степанівна     | 01.11.2010            | середня            | позапартійна           | Печеніжинська бібліотека, бухгалтер                    |
| 13       | Непийвода Петро Іванович         | 01.11.2010            | вища               | позапартійний          | тимчасово не працює                                    |
| 14       | Василюк Володимир Іванович       | 01.11.2010            | вища               | позапартійний          | Печеніжинське лісництво, інженер                       |
| 15       | Курач Оксана Миколаївна          | 01.11.2010            | середня            | позапартійна           | центральна районна лікарня, медсестра                  |
| 16       | Грабовецька Марія Дмитрівна      | 01.11.2010            | вища               | позапартійна           | Печеніжинська селищна рада, спеціаліст                 |
| 17       | Микитюк Богдан Іванович          | 01.11.2010            | середня            | позапартійний          | будинок культури с. Печеніжин, художній керівник       |
| 18       | Малісевич Оксана Миколаївна      | 01.11.2010            | вища               | позапартійна           | Печеніжинська селищна рада, спеціаліст                 |
| 19       | Бойчук Дмитро Іванович           | 01.11.2010            | вища               | позапартійний          | приватний підприємець                                  |
| 20       | Мацьків Михайло Ярославович      | 01.11.2010            | вища               | позапартійний          | Печеніжинська загальноосвітня школа І-ІІІ ст., вчитель |
| 21       | Костів Іванна Василівна          | 01.11.2010            | середня            | позапартійна           | дитячий садок, вихователь                              |
| 22       | Сита Віталій Іванович            | 01.11.2010            | середня            | позапартійний          | тимчасово не працює                                    |
| 23       | Кушнір Галина Євгенівна          | 01.11.2010            | вища               | позапартійна           | КП «Зарічне», бухгалтер                                |
| 24       | Вінтонів Богдан Миколайович      | 01.11.2010            | середня            | позапартійний          | тимчасово не працює                                    |
| 25       | Горук Юрій Андрійович            | 01.11.2010            | вища               | позапартійний          | ВАТ «Укртелеком», інженер                              |
| 26       | Явдошняк Іван Васильович         | 01.11.2010            | середня спеціальна | позапартійний          | Чернівецьке училище мистецтв, студент                  |
| 27       | Штечук Ганна Дмитрівна           | 01.11.2010            | середня            | позапартійна           | пенсіонер                                              |
| 28       | Пнівчук Микола Васильович        | 01.11.2010            | середня            | позапартійний          | тимчасово не працює                                    |
| 29       | Івасюк Іван Петрович             | 01.11.2010            | вища               | позапартійний          | ВАТ «Укртелеком»                                       |
| 30       | Дудінчук Олександра Василівна    | 01.11.2010            | вища               | позапартійна           | Малоключівська загальноосвітня школа, психолог         |